# Brognon, Ardennes

Brognon este o comună în departamentul Ardennes din nordul Franței. În 1 ianuarie 2022 avea o populație de 130 de locuitori.